# Yusuf Çelik
Yusuf Çelik (sinh 27 tháng 6 năm 1996) là một cầu thủ bóng đá Thổ Nhĩ Kỳ thi đấu ở vị trí trung vệ cho câu lạc bộ Thổ Nhĩ Kỳ Antalyaspor ở Süper Lig.

## Sự nghiệp chuyên nghiệp
Yusuf ra mắt chuyên nghiệp cho Antalyaspor trong chiến thắng 2-1 ở Süper Lig trước Çaykur Rizespor vào ngày 12 tháng 3 năm 2017.